# مکس استیپل
مکس استیپل (انگلیسی: Max Stiepl; ۲۳ مارس ۱۹۱۴ – ۲۷ اوت ۱۹۹۲) اسکیت‌باز سرعت اهل اتریش بود.